# Metionin
Metionin (okrajšano Met ali M; kodira ga kodon AUG) je α-amino kislina, ki se uporablja v biosintezi proteinov. Vsebuje α-amino skupino (ki je  v bioloških pogojih v protonirani obliki −NH3+), an α-karboksilno kislinsko skupino (ki je  v bioloških pogojih v deprotonirani obliki −COO−), in pa S-metil tioetersko stransko verigo, ki jo razvršča med nepolarne, alifatske amino kisline. Metikonin je za ljudi esencialna aminokislina, kar pomeni, da je naša presnova ne more sintetizirati - zanjo smo odvisni od prehrane. Metionin je kodiran kot AUG, kar je koda za začetni kodon, začetek genetske kode za protein; tako je tudi prva aminokislina v nastajajočem polipeptidu med prevajanjem informacijske RNK (mRNA).

## Metionin: proteinogenska amino kislina
Skupaj s cisteinom predstavlja metionin ena od obeh proteinogenskih aminokislin, ki vsebujeta žveplo. Razen v redkih izjemah, kjer deluje kot redoks čutilo (npr. ), metioninski residui nimajo katalitične vloge. To je v nasprotju z rezidui cisteina, kjer igra tiol skupina katalitično vlogo v številnih proteinih. Tioeter pa s svojim stabilizirajočo S/π interakcijo med atomom žvepla v stranski verigi in aromatskimi amino kislinami igra vlogo v eni tretjini poznanih proteinskih struktur. Da je ta vloga manj pomembna, je videti iz dejstva, da zamenjava metionina z norlevcinom, amino kislino z ravno ogljikovodikovo stransko verigo brez tioetra, nima kakega občutnega učinka. Domnevno je v zgodnjih različicah genetske kode bil prisoten norlevcin, vendar ga je metionin iz končne različice genetskega koda izrinil, ker se uporablja v kofaktorju S-adenozil metioninu (SAM). Ta situacija ni enkratna, lahko da je do nje prišlo tudi pri ornitinu in argininu.

### Kodiranje
Metionin je ena od samo dveh aminokislin, ki ju kodira en sam kodon (AUG, druga aminokislina te vrste je triptofan s kodonom UGG). Gledano z razvojnega vidika drugi kodoni vrste AU? kodirajo izolevcin, ki je ravno tako hidrofobna amino kislina. V genomu mitohondrijev je pri več organizmih, kot so med drugim metazoa in kvasovke, metionin kodiran tudi z AUA. V standardnem genetskem kodu  AUA kodira izolevcin,  ustrezna tRNA (ileX v Escherichia coli) pri tem uporablja neobičajno bazo lizidin (bakterije) ali agmatin (arheje) , da lahko kodon razlikuje od AUG.
Kodon AUG za metionin je tudi najbolj pogost začetni kodon. "Start" kodon je sporočilo za ribozom, da začne s prevajanjem informacijske RNK. Zaradi tega je pri  evkariontih in arheah pogosto na N-terminalu proteinske verige najti metionin. Pri bakterijah se kot začetna aminokislina uporablja izpeljanka N-formilmetionin.

## Človeška prehrana - viri
Visoke vsebnosti metionina je najti v jajcih, sezamovem semu, brazilskih oreščkih, ribah, mesu in nekaterih drugih rastlinskih semenih; metionin najdemo tudi v žitnih zrnih. Večina sadja in zelenjave ga vsebuje zelo malo. Tudi večina stročnic ima malo metionina. Vendar pa je kombinacija metionina in cisteina  skrbi za popolnost proteina.. Včasih se hrani za živali dodaja racemični metionin.

## Zdravje
Izguba metionina je bilo povezana s senilnim staranjem las. Pomanjkanje metionina vodi do  kopičenja vodikovega peroksida v lasnih mešičkov, zmanjšane  učinkovitosti tirozinaze in postopnega razbarvanja  las. Metionin je intermediat v biosintezi cisteina, karnitina, tavrina, lecitina, fosfatidilholina in drugih fosfolipidov. Nepravilna pretvorba metionina lahko vodi do ateroskleroze.